# Kotasaari (ö i Lappland, Norra Lappland, lat 68,88, long 28,08)
Kotasaari, nordsamiska: Kuátisuáloi, är en ö i Finland. Den ligger i sjön Enare träsk och i kommunen Enare i den ekonomiska regionen Norra Lappland och landskapet Lappland, i den norra delen av landet, 1 000 km norr om huvudstaden Helsingfors. Öns area är 0,7 hektar och dess största längd är 170 meter i sydväst-nordöstlig riktning.